# شاه‌توت‌کوب دم‌بادبزنی
شاه‌توت‌کوب دم‌بادبزنی (نام علمی: Melanocharis versteri) نام گونه‌ای از سرده شاه‌توت‌کوب است.